# Hayward, Wisconsin
Hayward là một thành phố thuộc quận Sawyer, tiểu bang Wisconsin, Hoa Kỳ. Năm 2000, dân số của thành phố này là 2129 người.